# Cemal Çavdarlı
Cemal Çavdarlı (Emirdağ, Turkije, 15 maart 1966 - Gent, april 2024) was een Belgisch-Turks politicus en imam.

## Levensloop
Zijn Turkse vader was in 1969 uitgeweken naar Frankrijk en was in 1972 naar België verhuisd. Cemal kwam met zijn moeder naar België in 1975. 
Hij keerde naar Turkije terug en volgde er een opleiding tot imam aan de Eskişehir İmam Hatip school. Hij kwam naar België terug en vestigde zich opnieuw in Gent, waar hij vanaf 1988 leraar islamitische godsdienst, cultuur en geschiedenis werd, bezoldigd door de officiële Turkish Diyanet. Hij werd ook imam en voorzitter van het Turks Cultureel Centrum in Gent. Hij studeerde verder nog opvoedkunde aan de Rijksuniversiteit Gent. Hij werd verkozen tot lid van de Belgische Moslim Assemblee in december 1998 en werd in 1999 lid van de Moslimexecutieve.
Cavdarli werd in 2002 politiek actief voor de sp.a. Van 15 juli 2003 tot 15 september 2004 zetelde hij in opvolging van Freya Van den Bossche in de Kamer van volksvertegenwoordigers. Van 15 september 2004 tot 2 mei 2007 was hij vervolgens volksvertegenwoordiger in vervanging van de ontslagnemende Daan Schalck. Als Kamerlid had hij zitting in de commissie Buitenlandse Betrekkingen. Tijdens zijn parlementair mandaat volbracht hij een (verkorte) legerdienst in Turkije, hetgeen deining verwekte en discussie over de tegenstrijdigheid in loyaliteiten.
Tijdens zijn parlementair mandaat, in december 2005, heeft Cemal Cavdarli het wetsvoorstel van Guy Swennen goedgekeurd dat holebikoppels het recht geeft om kinderen te adopteren. 
In juni 2007 stond hij zevende op de sp.a-senaatslijst, maar raakte niet verkozen. Hij geraakte in onmin met de socialistische partij nadat hem in 2010 geen verkiesbare plaats op de lijst was aangeboden. Hij was in mei 2010 verruimingskandidaat voor de rechts-libertaire partij Lijst Dedecker, maar trad niet officieel toe tot de partij. Hij werd niet verkozen.
In 2011, gebruik makende van zijn dubbele nationaliteit, was hij kandidaat voor de wetgevende verkiezingen in Turkije, op een lijst van de AKP. Hij werd niet verkozen.